# 裴仰山
裴仰山（1913年—1982年），男，陕西子洲人，中华人民共和国政治人物，曾任河北省革命委员会副主任，中共河北省委书记（时有第一书记）。